# Ernesto Brambilla
Ernesto "Tino" Brambilla (Monza, Itàlia, 31 de gener de 1934 - 3 d'agost de 2020) va ser un pilot de curses automobilístiques italià que va arribar a disputar curses de Fórmula 1.
Era germà del també pilot Vittorio Brambilla.

## A la F1
Ernesto Brambilla va debutar a la setena cursa de la temporada 1963 (la catorzena temporada de la història) del campionat del món de la Fórmula 1, disputant el 8 de setembre del 1963 el GP d'Itàlia al circuit de Monza.
Va participar en un total de dues proves puntuables pel campionat de la F1, disputades en dues temporades (1963 i 1969) no aconseguint finalitzar cap cursa i no assolí cap punt pel campionat del món de pilots.

## Resultats a la Fórmula 1
| Any  | Equip               | Xassís  | Motor    | 1   | 2   | 3   | 4   | 5   | 6   | 7       | 8       | 9   | 10  | 11  | Posició | Punts |
| ---- | ------------------- | ------- | -------- | --- | --- | --- | --- | --- | --- | ------- | ------- | --- | --- | --- | ------- | ----- |
| 1963 | Scuderia Centro Sud | Cooper  | Maserati | MON | BEL | HOL | FRA | GBR | ALE | ITA NVQ | USA     | MEX | SUD |     | -       | 0     |
| 1969 | Scuderia Ferrari    | Ferrari | Ferrari  | SUD | ESP | MON | HOL | FRA | GBR | ALE     | ITA NVS | CAN | USA | MEX | -       | 0     |

### Resum
| Curses: | Victòries: | Pòdiums: | Poles: | Voltes ràpides: | Punts: |
| ------- | ---------- | -------- | ------ | --------------- | ------ |
| 2       | 0          | 0        | 0      | 0               | 0      |